# Мелицано
Мелицано (итал. Melizzano) је насеље у Италији у округу Беневенто, региону Кампанија.
Према процени из 2011. у насељу је живело 843 становника. Насеље се налази на надморској висини од 177 м.

## Становништво
Према резултатима пописа становништва 2011. у општини је живело 1.892 становника.
| 1951. | 1961. | 1971. | 1981. | 1991. | 2001. | 2011. |
| ----- | ----- | ----- | ----- | ----- | ----- | ----- |
| 2.804 | 2.480 | 1.961 | 2.007 | 1.924 | 1.865 | 1.892 |